# Nyls Korstanje
Nyls Jan Korstanje (Sneek, 5 de febrero de 1999) es un deportista neerlandés que compite en natación.
Ganó dos medallas en el Campeonato Mundial de Natación, en los años 2022 y 2024, y tres medalla en el Campeonato Mundial de Natación en Piscina Corta entre los años 2016 y 2024.
Además, obtuvo tres medallas en el Campeonato Europeo de Natación entre los años 2018 y 2022, y una medalla de oro en el Campeonato Europeo de Natación en Piscina Corta de 2017.
Participó en dos Juegos Olímpicos de Verano, ocupando el sexto lugar en Tokio 2020 (4 × 100 m estilos) y el sexto en París 2024 (100 m mariposa).
Estudió el grado de Tecnología y Materiales Sostenibles en la Universidad Estatal de Carolina del Norte.

## Palmarés internacional
| Campeonato Mundial                  | Campeonato Mundial     | Campeonato Mundial | Campeonato Mundial      |
| Año                                 | Lugar                  | Medalla            | Prueba                  |
| ----------------------------------- | ---------------------- | ------------------ | ----------------------- |
| 2022                                | Budapest (Hungría)     | Medalla de bronce  | 4 × 100 m estilos mixto |
| 2024                                | Doha (Catar)           | Medalla de plata   | 4 × 100 m estilos       |
| Campeonato Mundial en Piscina Corta |                        |                    |                         |
| Año                                 | Lugar                  | Medalla            | Prueba                  |
| 2016                                | Windsor (Canadá)       | Medalla de plata   | 4 × 50 m libre          |
| 2022                                | Melbourne (Australia)  | Medalla de bronce  | 4 × 50 m libre          |
| 2024                                | Budapest (Hungría)     | Medalla de bronce  | 50 m mariposa           |
| Campeonato Europeo                  |                        |                    |                         |
| Año                                 | Lugar                  | Medalla            | Prueba                  |
| 2018                                | Glasgow (Reino Unido)  | Medalla de plata   | 4 × 100 m libre mixto   |
| 2021                                | Budapest (Hungría)     | Medalla de plata   | 4 × 100 m estilos       |
| 2022                                | Roma (Italia)          | Medalla de oro     | 4 × 100 m estilos mixto |
| Campeonato Europeo en Piscina Corta |                        |                    |                         |
| Año                                 | Lugar                  | Medalla            | Prueba                  |
| 2017                                | Copenhague (Dinamarca) | Medalla de oro     | 4 × 50 m libre mixto    |